# Trepte pe cer
Trepte pe cer este un film românesc din 1978 regizat de Andrei Blaier. Rolurile principale au fost interpretate de actorii Silvia Popovici, Gheorghe Dinică și Ilarion Ciobanu.

## Rezumat
"Trepte spre cer" (1978) este un film românesc regizat de Andrei Blaier. Un șef de echipă care montează linii de înaltă tensiune în munți descoperă o eroare de proiectare care ar putea pune multe vieți în pericol. El află că proiectantul șef este Valeria, fosta sa iubită din adolescență. 
Filmul explorează nu doar o problemă tehnică, ci și complexitatea relațiilor umane, presiunea responsabilității și lupta pentru integritate într-un context profesional dificil.

## u
sa filmului este alcătuită din:
- Silvia Popovici — Valeria Sădeanu, proiectanta liniei, iubita din tinerețe a lui Vitcu
- Gheorghe Dinică — meșterul Ion Vitcu, șeful echipei de liniori
- Ilarion Ciobanu — nea Iancu, cabanierul de la Cabana Vîrfurile
- Petre Gheorghiu — Buzatu, contabil, șeful lotului de la Crivina
- Dan Nuțu — Traian, muncitor linior
- Nucu Păunescu — moș Vitcu, muncitor linior bătrân, tatăl șefului
- Boris Ciornei — muncitor linior bătrân originar din Țara Oașului
- Dumitru Chesa — muncitor linior originar din Țara Oașului
- Albert Kitzl — Leahu, muncitor linior
- Alexandru Boroș — Aftenie, poreclit „Călugărița”, muncitorul linior bigot care a trecut pe la mănăstire
- Ion Manolescu — muncitor linior
- Vasile Dumitru
- Valentin Ciortea — Radu (Răducu), copilul cabanierului
- Paul Gheorghiu
- Savu Turea
- Dumitru Gheorghiu
- Ion Sburlea
- Virgil Cioantă
- Dragoș Drăghici
- Dumitru Trică
- Eugen Gruia
- Puiu Ștefan
- Ion Anița
- Ioan Merlușcă
- Dimitrie Pița

## Primire
Filmul a fost vizionat de 1.246.909 spectatori în cinematografele din România, după cum atestă o situație a numărului de spectatori înregistrat de filmele românești de la data premierei și până la data de 31 decembrie 2014 alcătuită de Centrul Național al Cinematografiei.